# Grzegorz Kretkowski
Grzegorz Jerzy Kretkowski herbu Dołęga (ur. po 1508, zm. 1586/1590) – kasztelan kruszwicki, kasztelan brzeskokujawski, wojewoda brzeskokujawski.
Syn Mikołaja, wojewody inowrocławskiego i Anny Pampowskiej, córki Ambrożego wojewody sieradzkiego.
Brat: Erazma (1508-1558), kasztelana brzeskiego, Sylwestra zwanego też Lasotą (zm. 1568), kasztelana bydgoskiego i kruszwickiego, Andrzeja, Mikołaja i Barbary, po mężu Latalskiej.
Poślubił Katarzynę Russocką, córkę Mikołaja  kasztelana biechowskiego. z małżeństwa urodzili się: Grzegorz  (zm. 1591) – dowódca gwardii królewskiej, Łukasz kasztelan brzeskokujawski, Andrzej, Mikołaj, Wojciech, Jan i Anna po mężu Wodyńska.
Poseł na sejm krakowski 1547 roku z województwa brzeskokujawskiego i województwa inowrocławskiego.
W latach 1571–1586 pełnił urząd kasztelana kruszwickiego. Od 1576 do 1586 na stanowisku kasztelana brzeskokujawskiego. Po roku 1586 otrzymał nominację na wojewodę brzeskokujawskiego.
W 1573 roku potwierdził elekcję Henryka III Walezego na króla Polski.